# Analcima
L'analcima és un mineral de la classe dels silicats; dins d'aquests pertany als tectosilicats, concretament a les escapolites. També pertany al grup de les zeolites. L'analcima és l'anàleg de sodi de la pollucita, amb la que forma la sèrie Analcima-Pollucita. També forma una sèrie amb la wairakita. Anomenada així l'any 1797 per Rene Just Haüy, del grec ανάλκιμος (analkimos), "feble" o "sense força", en al·lusió a la debilitat de la càrrega electroestàtica desenvolupada quan el mineral s'escalfa o es frega.

## Propietats
Es classifica generalment com una zeolita, però estructuralment i químicament és més similar als feldespatoides. Cristal·litza en el sistema cúbic, formant cristalls aïllats, reunits en druses o en agregats compactes o terrosos; d'exfoliació poc clara, i de color blanc, rosa o gris. Té duresa 5,5 i pes específic 2,24. La seva estructura presenta espais buits relativament grans, que són ocupats per molècules d'aigua; d'aquí que sigui rarament pur. Sota l'acció de l'àcid clorhídric pren consistència de gel.

## Formació i jaciments
Es presenta com a mineral primari a les cavitats dels basalts com a producte de transformació de la nefelina i la leucita, així com a altres roques ígnies alcalines. També es troba farcint cavitats i vesícules associada a prehnita, calcita i a altres zeolites. A Catalunya s'ha trobat analcima a Vilanova d'Escornalbou, al Baix Camp (Tarragona) i a la Roca de Sant Julià, a Montardit de Dalt (Pallars Sobirà, Lleida).